# La Hinojosa (Cuenca)
La Hinojosa  es un municipio y localidad española de la provincia de Cuenca, en la comunidad autónoma de Castilla-La Mancha. El término municipal tiene una población de 195 habitantes (INE 2024).

## Geografía
El municipio tiene una superficie de 42,11 km². Se halla situado en la provincia de Cuenca, en la comarca de La Mancha Conquense, concretamente en La Mancha Alta, a unos 58 km de la capital provincial. Puede considerarse un término elevado, pues su altura 939 m sobre el nivel del mar, superior a la de la Submeseta Sur.
| Noroeste: Cervera del Llano          | Norte: Cervera del Llano | Nordeste: Olivares de Júcar           |
| Oeste: Montalbanejo                  |                          | Este: Olivares de Júcar y La Almarcha |
| Suroeste: Villalgordo del Marquesado | Sur: La Almarcha         | Sureste: La Almarcha                  |

### Hidrografía
La red hidrográfica, por consiguiente, es tributaria de las cuencas del Guadiana y del Júcar.
En la zona que corresponde a la zona del Guadiana está surcada por pequeños arroyos que suelen secarse en verano. En esta zona se da un valle con gran riqueza agrícola, aparte de ser un paso natural entre la región levantina y Madrid, lo que da lugar a que fuese lugar de tránsito y de asentamientos de algunos pueblos prehistóricos e históricos.
La vertiente del Júcar es más árida y con vallejos. Está atravesada por una vega estrecha y rica que la riega el río Cañaro o de la Retuerta que va a desembocar en el Júcar.

### Clima

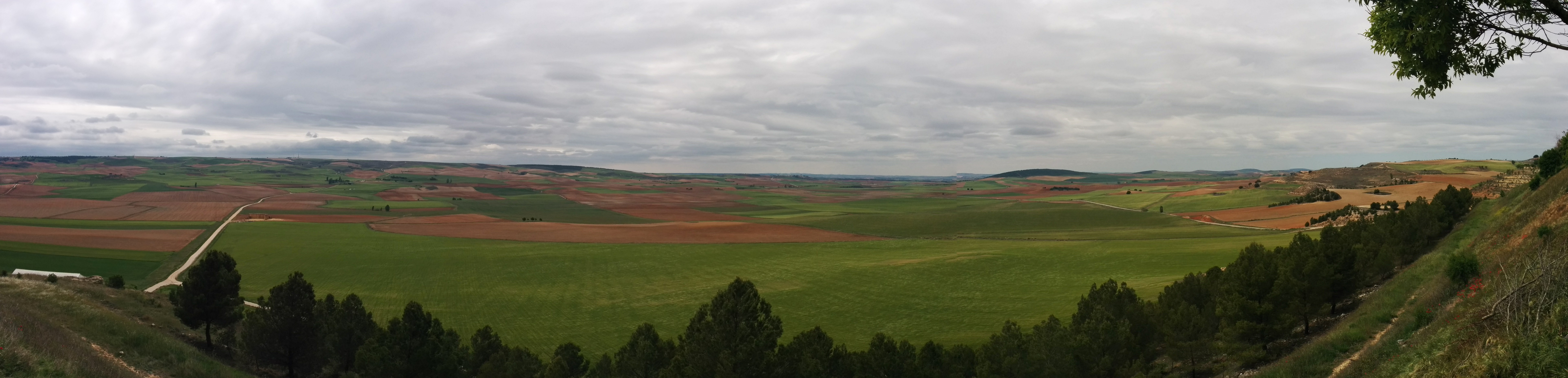
Vistas desde la iglesia

El clima es el propio de La Mancha, es decir, mediterráneo continentalizado con inviernos fríos y veranos calurosos. Muchas veces en primavera se producen heladas intensas que tienen efectos nefastos para la agricultura. Las precipitaciones son escasas, pues es difícil superar los 600 mm anuales. Las lluvias suelen darse en primavera y otoño.

### Vegetación
La vegetación es la propia de la región, con ausencia de arbolado prácticamente en todo el término municipal. El monte municipal que existía y que era de cierta consideración fue roturado en los inicios del siglo XIX, para el aprovechamiento de sus tierras en la explotación agrícola. Actualmente, sólo quedan unas cuantas hectáreas, conocidas con el nombre de «El Chaparral», ya que su terreno no era apto para la labor agrícola. Quedan algunas matas de carrascas en los aledaños de caminos límites de fincas resultantes de la partición vecinal del monte o en sitios de nula utilización agrícola. También podemos encontrar chopos en zonas húmedas y algunos olmos puesto que los pocos que quedaban desaparecieron con la grafiosis.
En cuanto al monte bajo también ha sufrido las consecuencias de la roturación sin control. Encontramos aliagas, la mielga o alfalfa silvestre, el cardo borriquero y el setero, plantas olorosas como el tomillo, la morquera, el espliego, el té de roca y el romero. En zonas húmedas tenemos el carrizo y el junco.
El hinojo simboliza el origen del nombre del pueblo y está incluida como parte integrante del escudo local. Es una planta herbácea con propiedades aromáticas. Hay dos variedades: una, de gusto dulce y se usa en medicina y como condimento; otra, de sabor algo salado, abundante entre las rocas. Ambas de diferentes tamaños. 

### Fauna
La fauna carece prácticamente de animales de caza mayor, apareciendo en estos últimos años algunos grupos de corzos que no superan los diez ejemplares. Seguidamente por tamaño tenemos al zorro. En cuanto a la caza menor viven en el término municipal el conejo, la liebre, la perdiz roja silvestre, la codorniz, la paloma torcaz y la tórtola. La codorniz es migratoria llegando avanzada la primavera estableciéndose en zonas húmedas y emigra a finales del verano.
Viven también pájaros como el jilguero y el pardillo, el gorrión, la bubilla, la alondra, golondrinas, vencejos, tordos, urracas, cuervos. De la misma manera podemos observar rapaces como el mochuelo, la lechuza, gavilán y el águila perdicera.

## Historia
No hay documentos escritos que nos acrediten el origen del primer núcleo de población que dio lugar al actual pueblo de La Hinojosa.
Podría asegurarse, sin temor a error, que el primer núcleo de población, origen del actual casco urbano de La Hinojosa, se formó en los contornos de lo que, en la Hinojosa, llamamos el Palomar, en otros tiempos denominado el Castillo.
Estos restos se encuentran a las afueras del pueblo, junto a la iglesia y erigido en un cerrillo, en parte artificial. Primeramente, este montículo estuvo habitado por el hombre de la Edad del Bronce, como lo atestiguan los grabados en las rocas contiguas y los pequeñísimos fragmentos de cerámica de este periodo de tiempo, hallados en este mismo lugar.
Seguidamente fue poblado por los íberos, etapa de la cual se encuentran restos de cerámica pintada. A esta etapa pueden pertenecer vestigios de una muralla, cercana a la atalaya. 

A continuación fue ocupado por los romanos. Se afincaron en cuatro puntos: El Cuadro y La Venta; poblados regulares en extensión. Cavero y El Palomar donde quizá se diese una continuidad del núcleo Ibero del cerro, también de ellos se encuentran restos (cerámica común y terra sigillata), aunque muy escasos. 

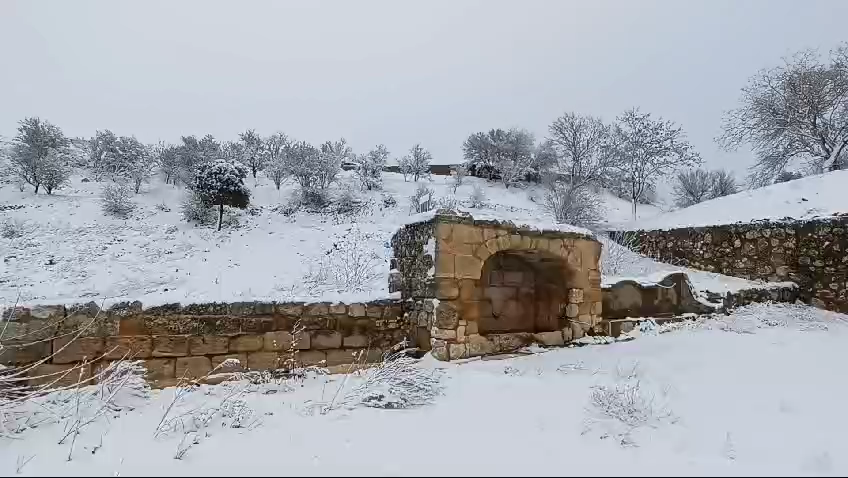
El pilar

El conjunto del abrevadero, el Pilar , podría ser de origen romano. Aunque esto está pendiente de estudio. 
Y, finalmente la era medieval, siendo muy habitual el hallazgo en superficie de cerámica de este periodo de la Historia.
A medida que el peligro de posibles avances árabes se va alejando, este núcleo reducido, en torno a la atalaya va extendiéndose y formando barrios, paulatinamente que darán lugar al venidero pueblo. Sería el momento de adoptar, quizás, el nombre topónimo de Hinojosa, tomado de hinojo, planta perteneciente a la flora de este terreno, que suele verse con relativa frecuencia
Realizada la expansión del núcleo urbano que se albergaba en torno a la fortaleza de la atalaya, y por los apeos que mandaba hacer la iglesia para la comprobación de sus bienes, puede deducirse que las viviendas de La Hinojosa, en los siglos XVI, XVII y XVIII, estaban concentradas en media docena de barrios o núcleos de casas aisladas, como eran el Calvario, El Ejido de la Iglesia, la calle de los Morales, Travesía del Ejido, algunas casas en la calle del Horno, Calle Real, calle del Cura Viejo, calle del Tránsito, el Huesario y la calle de la Iglesia.
La antigua plaza estaba situada en el lugar que ocupan las casas del lado izquierdo de la actual calle del Horno, en su parte más alta. Es residuo de esta plaza el callejón amplio y último que está al final de la calle de los Morales, en su lado derecho, con salida a la misma.
La calle, donde se hallaba enclavada la plaza y que seguía hacia la iglesia, cruzando el Ejido de esta, la llamaban del Tránsito. De aquí se deriva la costumbre de conducir los cadáveres a través de ella, yendo a desembocar a la misma todos los entierros, cualquiera que sea el lugar del pueblo donde procedan.
La plaza actual, hasta el siglo XVIII, la constituían cercados, alguna era y muladares. Por medio de estos solares cruzaban el camino de La Almarcha, que se comunicaba con el camino de Cardona, que bajaba a su vez desde lo que hoy se llama calle Oscura.
A mediados del siglo XIX, la villa tenía contabilizada una población de 565 habitantes. Aparece descrita en el noveno volumen del Diccionario geográfico-estadístico-histórico de España y sus posesiones de Ultramar de Pascual Madoz de la siguiente manera:

HINOJOSA: v. con ayunt. en la prov. y dióc. de Cuenca (8 leg.), part. jud. de San Clemente (6), aud. terr. de Albacete (18), c. g. de Castilla la Nueva (Madrid 20): sit. en una ladera con clima templado y combatido por los vientos E. y O., y alguna vez el N., sus enfermedades mas comunes son los catarros y las llamadas tabardillos. Tiene 143 casas inclusas la del ayunt. y cárcel, la generalidad de mala construccion y poco cómodas, formando calles estrechas y de mal piso; hay escuela de primeras letras concurrida por 20 niños, y dotada con 600 rs. y una pequeña retribucion que dan los padres de estos; para surtido del vecindario existen dos pozos de buena agua, inmediatos á la pobl.: la igl. parr. bajo la advocacion de San Sebastian, está servida por un cura de segundo ascenso y un sacristan. El térm. confina por N. con Cervera; por E. y S. con la Almarcha, y por O. con Montalbanejo. Su terreno es de secano y de mediana calidad, y la parte de monte, perteneciente á propios que ha sido roturada para cereales, produce bien: los caminos son locales y su estado regular, la correspondencia se recibe de Valverde por balijero. prod.: buen trigo candeal y recio, cebada, centeno, escaña y vino; hay ganado lanar y caza de perdices, conejos y liebres: la ocupacion de los vec. es la agricultura, y el comercio está reducido á la venta de cereales y demas prod. sobrantes, y á una tienda de arroz, bacalao, aceite y otros art. de consumo diario. pobl.: 142 vec., 565 alm. cap. prod.: 1.749,140 rs. imp.: 87,457. El presupuesto municipal asciende á 3,500 rs., y se cubre con los prod. de propios, y el déficit por reparto vecinal.
(Madoz, 1847, p. 208)

## Demografía
La Hinojosa cuenta con una población de 195 habitantes (INE 2024).
| Gráfica de evolución demográfica de La Hinojosa entre 1842 y 2021                                                   |
| |
| Población de derecho según los censos de población del INE Población de hecho según los censos de población del INE |

## Administración y política
| Periodo   | Nombre                    | Partido |
| --------- | ------------------------- | ------- |
| 2003-2007 | Andrés Lucas Moya         | PP      |
| 2007-2011 | María Jesús Serrano Marco | PP      |

## Economía
El fundamento de la economía de La Hinojosa ha sido, desde tiempos remotos y sigue siéndolo, la agrícola-ganadera, predominando absolutamente la primera sobre la segunda, ya que esta última se reduce a la explotación personal de unos cientos de ovejas por media docena de pastores, convertidos en ganaderos-propietarios, en su mayoría desde hace poco tiempo.
Hay que constatar que las 4222 ha de que se compone el término municipal, están distribuidas entre los vecinos, de forma diferenciada pero no desproporcionada, teniendo en cuenta la ausencia de latifundios. Todos los vecinos han sido y son propietarios, habitualmente, de alguna parcela.
Hasta los años sesenta, que se empieza a mecanizar el campo, paulatinamente, la agricultura se desenvolvía con medios primitivos, utilizados a través de los siglos, usando la caballería de tiro, el arado romano, con todos los aperos y utensilios manejados para el desarrollo agrario, que lleva inherentes a las faenas del campo.
Un alivio, en la economía familiar estaba relacionado con los pequeños hortales, que preparaban por temporada, así como la cría de unas gallinas corraleras, el cerdo y algunos conejos.
Un hecho relevante fue la concentración parcelaria llevada a cabo durante la década de los sesenta que tuvo efectos inmediatos inmejorables en la capacidad del trabajo mecanizado y mayor renta en la producción. Resolvió muchos males habituales y centenarios que venía arrastrando la agricultura, con la desaparición de las minúsculas parcelas existentes. Se planificó una red de caminos amplios y cómodos para el transporte agrícola.
El olivar y el viñedo sólo están destinados al consumo familiar, aunque actualmente apenas quedan restos de estos cultivos.
En cuanto a industria y comercio son mínimos y sin un significado económico en la economía local.

## Vías de comunicación
Hasta el segundo tercio del siglo XX La Hinojosa estuvo aislada de las vías de comunicación principales. Sólo un camino vecinal de 5,306 Kilómetros, la unía a la carretera nacional Madrid-Valencia. Con la construcción del pantano de Alarcón, esta se desvió hacia el pueblo.
Con la posterior construcción de la Autovía de Levante, está queda a unos 300 metros de la población. Otras vía cercana es la carretera provincial CUV-3231, que va desde Olivares de Júcar, enlaza a Montalbanejo y llega hasta a Villar de Cañas.
Los caminos de la población se planificaron durante la concentración parcelaria y tienen forma radial partiendo del contorno del casco urbano para recorrer todo el término municipal, cruzados, a su vez, por otros caminos transversales y los ponen en comunicación entre sí. Son caminos de 6 metros de ancho que han sustituido a los antiguos caminos de herradura, estrechos y poco apropiados para la mecanización que ha sufrido el campo.
Se conserva desde la Edad Media, la denominada Cañada de los Chorros, reliquia del antiguo de la cañada real del Concejo de la Mesta, que es por donde circulan rebaños de ovejas formados por grandes ganados trashumantes, buscando el clima más propicio para el pasto. Esta cañada proviene de Aragón (Teruel) se dirige a Andalucía, adentrándose en la provincia de Cuenca por los términos de Tragacete y Huélamo para continuar su marcha por la provincia hasta llegar a La Hinojosa. Desaparecidos los grandes rebaños de ovejas, queda solamente, y cada vez en menor número, el paso de reses bravas.

## Arqueología
En el término municipal se encuentran vestigios arqueológicos interesantísimos que abarcan desde el Paleolítico Inferior y Superior y Neolítico, Calcolítico, Edades del Bronce y del Hierro, épocas romana y Medieval. 

El conocimiento de una parte importante de la prehistoria y protohistoria de la Hinojosa se debe a Vicente Martínez Millán gracias a su labor se conocen los yacimientos de «los Dornajos», que se convirtió en un hito para la prehistoria peninsular,"el Recuenco", el conjunto de grabados rupestres de "San Bernardino" y otros como la necrópolis de "El Navazo".
Aficionado a la arqueología, materiales y restos arqueológicos de su colección privada se pueden contemplar en el Museo de Cuenca 

### Paleolítico y Neolítico
Del Paleolítico Inferior se han hallado un hendedor de buen tamaño, cuatro raederas y dos cantos rodados trabajados. Del Paleolítico Superior, han aparecido restos en lugares como La Venta, Cañaro, La Retuerta y el Ranal, es material muy escaso y se han hallado piezas aisladas y no en un yacimiento. Con el Neolítico sucede como con el Paleolítico: se da la dispersión de piezas encontradas, sobre todo de hachas pulimentadas. Su hallazgo se ha producido en La Venta, La Retuerta. Del Calcolítico destacan los grabados y la cerámica campaniforme.

#### Los grabados
Son figuras esquematizadas grabadas sobre arenisca, en ellas se ven cazoletas circulares, rectangulares y triangulares; cazoletas en forma de sol, antropomorfos alteriformes, antropomorfos cruciformes y antropomorfos de brazos en asa. Se hallan en un trayecto de varios kilómetros.
Para una mayor profundización consultar el trabajo "Prehistoria reciente en Cuenca: los grabados postpaleolíticos de La Hinojosa y Cervera del Llano" de P. Bueno y R. Balbín.

#### Cerámica campaniforme
Se hallaron en el cerro de Los Dornajos cerámica campaniforme, con sello propio, decorada por ambas caras de la vasija, que serían conocidas con el nombre de cerámica decorada "Tipo Dornajos".
Los vasos hallados en las distintas campañas de excavaciones están cubiertos con decoración por toda la superficie, tanto en el exterior como en el interior del mismo, y en su mayoría adoptan la forma de cuencos hemisféricos. En cuanto a su decoración, predomina la incisión con impresiones de punzón oval, triangular, etc.. Esta cerámica "Tipo Dornajos" aunque campaniforme difiere de la conocida tradicionalmente como la "Ciempozuelos" porque mientras última sólo está decorada por el exterior, la de La Hinojosa tiene decoración exterior e interior.

### Edad del Bronce
Los asentamientos que hay de esta época en La Hinojosa se sitúan en cerrillos de poca monta (en otros lugares los llaman "morras" o "morrotas"). Por lo tanto no se dan yacimientos destacados por su tamaño, pero sí los hay por su valor cualitativo en el material hallado. En estos yacimientos se da una intersección de culturas. La clasificación de los yacimientos se harán dentro de dos modalidades: Yacimiento habitacional y yacimiento no habitacional o áreas de fuera de yacimiento.

## Costumbres
Entre las muchas tradiciones y costumbres de La Hinojosa cabe señalar:

### Los Mayos
El mayo consta de composiciones poéticas que el ingenio popular ha ido formando y cantando desde tiempos ancestrales. Son tonadillas que se van engarzando unas con otras, como corona de flores, iniciándose cada una de ellas con la palabra final de la anterior estrofa. El mozo virilmente las irá desgranando, en forma de delicados pétalos, con una modulación rítmica monótona cada una de las partes anatómicas externas que más atraen del sexo de la mujer. Son cantos amorosos, en los que, metafóricamente, va comparando esas partes atractivas con las flores, el Sol o aquellos productos naturales más apreciados por el hombre. También dedicará algunas tonadas, que están consagradas especialmente a la Virgen del pueblo.
El 30 de abril por la noche, iniciarán los "mayeros" la "ronda de mayos", ante la puerta de la iglesia, donde cantarán el mayo a la Virgen del Rosario e irán ensartando estrofas como saludo a Nuestra Madre del Cielo; desde aquí se trasladarán a El Calvario, como testimonio de fe y esperanza en el Creador; acto seguido pasarán a cantárselo al Alcalde para la petición del permiso correspondiente. Obtenido éste, emprendían el recorrido por las calles, de puerta en puerta. Primeramente entonaban el "mayo" que dedicaban al matrimonio, para continuar, sucesivamente con cada una de las mozas de la casa. Para esta, entrañaba siempre, la llegada de esta noche, un conjunto de ilusiones el poder escuchar el nombre del galán con el que le formaban pareja. Los "mayeros" pondrían buen cuidado en elegir adecuadamente al candidato, pues de ello dependía el agrado con que escuchasen el mayo.
El primero de mayo, los "mayeros" se dedicarían a recoger por las casas, lo que voluntariamente querían entregar. Con el producto de la recaudación organizaban sus juerguecillas a base de comilonas, bien en el campo, bien en el pueblo.

### Fiesta de San Bernardino
No se conoce exactamente cuándo comienza a celebrarse la Fiesta de San Bernardino. Tenemos que basarnos en conjeturas, pues no consta en documento alguno del pueblo la circunstancia de su celebración. San Bernardino de Siena vivió de 1380-1444. Perteneció a la Orden de los Franciscanos y fue un reformador de la Orden y un gran orador que atraía a las masas por su humildad y por su verbo.
Puede ser que la devoción del pueblo de La Hinojosa a San Bernardino, viene ya de siglos. El fundamento podemos encontrarlo en lo que decía la villa de Castillo de Garcimuñoz, en las Relaciones topográficas de Felipe II, el 16 de marzo de 1579, referente a las reliquias de San Bernardino:

Reliquias notables que hay en la Iglesia Parroquial:

La tercia parte de la cadena con que el bienaventurado San Bernardino, de la Orden de San Francisco, traía pegada a las carnes, cuando vivía haciendo penitencia.
La tercia parte del báculo en que se sustentaba en la vejez San Bernardino.

Dos ampollicas del óleo que le manó de los pies al morir. Y por memoria de los antepasados que han venido de mano en mano, han oído decir a sus mayores y más antiguos, que estas reliquias las trajo a este villa Francisco de Milán, compañero del Santo, dijo que al tiempo de su muerte estaban tres compañeros de la Orden, y considerando de la santidad de su vida, repartieron entre los tres compañeros por tercias partes las dichas reliquias. Este dicho Fray Francisco de Milán vino a esta villa y trajo las dichas reliquias, y murió en esta villa y dio noticia de todo lo dicho. Está enterrado en la Iglesia de San Juan, delante del altar de San Bernardino, cuyo altar dicen que fue dedicado en canonizándolo por Santo. Estas reliquias se tienen en esta villa mucha veneración.

Dada la proximidad de la aldea de La Hinojosa a la Villa del Castillo de Garcimuñoz, trascendería rápidamente este acontecimiento de la fama de sus reliquias, así como de sus milagros, en una sociedad predispuesta y ávida de sentimientos religiosos. Con toda probabilidad, a partir de estas fechas comenzaría la devoción al humilde franciscano, San Bernardino. Otras referencias a esta fiesta las encontramos en el libro de cuentas de la Cofradía de la Vera Cruz de La Hinojosa, dónde se dice:

En el lugar de La Hinojosa aldea de la Villa de Alarcón a cinco días del mes de febrero de mil seiscientos diecisiete años... Lo primero dan por descargo dos reales que gastan en una procesión que se hizo por falta de agua el día de San Bernardino.

O en el libro de Apeos de la Iglesia de 1778, que dice:

Apearon otra haza en las Solanillas en las Peñas de San Bernardino.

En el librete del Ayuntamiento de medidas y clasificación de tierras del término de La Hinojosa, del año 1856, denominan San Bernardino al paraje de la tierra clasificada. En otro folio pone San Bernardino con el dibujo de una Cruz al lado. El inventario General de la iglesia, hecho el 25 de octubre de 1879 nos habla de una imagen de San Bernardino.
En definitiva la fiesta de San Bernardino se celebra desde tiempos inmemoriales, sus días de celebración son el 20 y 21 de mayo, en los que se asiste a las funciones religiosas y a las procesiones, tras la procesión del día 21 se procede a la subasta, en la que se subastan diversas cosas, antes eran ofrecimientos de gentes que querían agradecer al santo sus atenciones y por los que gente pujaba, y que servía de fuente de ingresos para la hermandad; hoy por desgracia esos objetos no son ya ofrecimientos de los fieles, sino que la mayoría son compradas por los hermanos del Santo en las tiendas. Pero lo que caracteriza a esta fiesta es la “Romería al Cerro”.
La Romería está muy arraigada en las gentes del pueblo, tiene lugar día 20 por la tarde. Atraídos por el tipismo, también acuden de los pueblos vecinos. Consiste en ir en procesión con la imagen del Santo hasta el paraje de su nombre, que llaman Cerro de San Bernardino (dista unos dos kilómetros del pueblo, y uno de ellos se hace a campo través). Allí los “romeros” comen los huevos cocidos, lechuga, pan y vino en abundancia que han preparado para este fin. Los forasteros, que acuden, son agasajados, bien por el Ayuntamiento, del que siempre haya una representación, bien por los hermanos del Santo, o por los “romeros”. Todo transcurre con la alegría y hermandad que el acto requiere. A continuación, en torno a la imagen, llevada a hombros, muchos devotos regresan al pueblo, entonando los misterios del Santo Rosario.

### Fiesta de San Sebastián
Esta es la otra fiesta que celebran los hinojoseros, pues están bajo el patrocinio de dos Santos Patrones. Ahora bien, el Patrón por excelencia ha sido San Sebastián. Esta fiesta se celebraba ya en el siglo XVII, pues en una de los visitas que hace el señor visitador del Obispado de Cuenca en el año 1696, dice:

Parece que en esta Villa hay tres Cofradías: Una del Santísimo Sacramento, otra de la Vera Cruz y otra de San Sebastián...Y la de San Sebastián tiene la obligación a decir una misa cada semana y a una fiesta del Santo”.”Se pidió el libro de cuentas y dijeron que no tenían y recomendó que tuvieran uno para ver el cumplimiento de las obligaciones y pongan sus nombramientos.

Con esta exposición, reseñada en el Libro de Visitas, queda comprobado la celebración de la fiesta y la existencia de la Cofradía desde hace tres siglos como mínimo.
Debido a que el día de San Sebastián es el 20 de enero y esas fechas suelen ser frías, pensaron celebrarlo también en mejor época del año: el 10 y el 11 de septiembre; tiempo de buena temperatura y con las faenas de la recolección terminadas. Recientemente, pensando en los hijos del pueblo, emigrantes, que vuelven al hogar que les vio nacer, durante las vacaciones veraniegas, y que, en su gran mayoría, las toman en el mes de agosto, se ha trasladado a los días 20 y 21 de este mismo mes.
La fiesta del verano ha desplazado, casi por completo, a la de enero, pues esta aunque sigue celebrándose por tradición, queda definida a la Santa Misa y a la procesión, debilitándose ostensiblemente el fervor religioso y el ambiente festivo. En estos últimos años ha desaparecido la subasta.
Hace unos cuantos años, cuando en enero todavía se celebraban dos días de fiesta y había misa y procesión cada día, al salir de misa solían reunirse los hermanos del Santo en casa del Hermano Mayor o Mayordomo, el cual les obsequiaba con tostones y un trago de vino.
Independientemente de la fiesta, había días que las mozas se solazaban con los corros. Entre el repertorio de los cantares, incluían frecuentemente alguno relativo a San Sebastián, por ejemplo:
San Sebastián bendito, San Sebastián bendito

Danos colores, dame un marido,

Y a las coloraditas, que ni fume tabaco,

Más y mejores; ni beba vino.

Más y mejores, San Sebastián bendito,

San Sebastián bendito, ya me lo has dado,

Danos colores. Ni me deja costilla,

Ni hueso sano.

### La Pintura: Fiesta de la Harina
Típica diversión, que se iniciaba con motivo de la “pintura” desaparecida hace ya unos veinte años. Consistía en hacer rollo de harina y anís, llamados Caridad, con objeto de repartirlos a los vecinos la víspera de la festividad de San Sebastián de enero, siguiendo la tradición del “repartimiento de pan cocido, que se hacía entre los pobres de la localidad”, por estas mismas fechas. Los rollos (Caridad) los ofrecía, normalmente, una persona piadosa de gran devoción al Santo Patrón y que lo efectuaba para dar gracias por un favor recibido. Como se trataba de gran cantidad, invitaba a algunas personas para que ayudasen a la preparación de los mismos. Invitadas y voluntarias acudían al horno, especialmente jóvenes. El 18 de enero para la fecha en que tenía lugar la cocción de los rollos Era el momento para dar comienzo la “Fiesta de la Harina” con la lluvia de harina que las operarias se lanzaban mutuamente, y que acto seguido se echaban a la calle, con los bolsillos del mandil llenos de la harina sobrante para embadurnar a aquellas personas que hallase a su paso. Hay quien lo admitía benévolamente, a otros, les producía rabietas, pero todos lo soportaban festivamente, incluso algunos se sumaban a este intercambio de harina.
El día 19, víspera de San Sebastián, se efectuaba el reparto de la Caridad por todas las casas del pueblo.
Todo este conjunto de hechos curiosos no era otra cosa que el prolegómeno de la Fiesta de San Sebastián, que se celebraba en un tiempo de plena tranquilidad en los quehaceres agrícolas. Aunque esta fiesta prácticamente desapareció desde hace unos años ha reaparecido, pero no en estas fechas ni en su contexto original.
Hoy en día se ha trasladado esta fiesta al mes de agosto concordando con la celebración de las fiestas patronales y la concurrencia en el lugar de muchos jóvenes, ya que lo que se hace es una batalla campal en plena calle. Todo organizado de antemano y con un horario señalado y en el que se pone a disposición de todos unas sacas de harina.